# Andreas Bach (Maler)
Andreas Bach (* 21. April 1886 in Nürnberg; † 1963 ebenda) war ein deutscher Maler, Lithograph, Radierer und Grafiker, der in Nürnberg wirkte. Er ist ein Vertreter des Impressionismus bzw. Post-Impressionismus.

## Leben
Bach absolvierte eine Lehre als Lithograph und war als solcher in der Kunstanstalt Nister tätig. Von 1901 bis 1907 besuchte er Abendkurse an der Nürnberger Kunstgewerbeschule bei Heinrich Heim. Er studierte von 1909 bis 1914 an der Akademie der Bildenden Künste München bei Angelo Jank und wurde Meisterschüler bei Heinrich von Zügel. Während seines Studiums erhielt er für seine Werke eine kleine und eine große silberne Medaille. 1916 wurde er zum Kriegsdienst eingezogen. Ab 1918 war er als freischaffender Maler in Nürnberg tätig. Er malte vorwiegend Tierbilder sowie handwerkliche Tätigkeiten darstellende Szenen aus Nürnberg und Franken. Ab 1922 war er Mitglied der Nürnberger Kunstgenossenschaft. Gemeinsam mit Carl Kellner restaurierte er 1950 das Gemälde Kaufmannszug am Gebäude der Nürnberger Handelskammer.
Bach war im Jahr 1924 Gründungsmitglied der Künstlergruppe „Die Hütte“ und hatte Ausstellungen in Dresden, Leipzig, Chemnitz, Fürth, Erlangen, Bamberg, Coburg, Würzburg, Heidelberg, Nürnberg, Budapest (1929) und Kopenhagen (1930). Im Jahr 1961 wurde ihm außerdem eine große Sonderausstellung in der Fränkischen Galerie Nürnberg gewidmet. Er war Ehrenmitglied der Gesellschaft der Heinrich von Zügel-Freunde e. V., Würth a/Rh. Zahlreiche seiner Gemälde sind heute im Besitz der Stadt Nürnberg.

## Werke (Auswahl)
Neben Tier- und Genrebildern malte Bach auch Landschaften, Stadtansichten, Blumenbilder und Stillleben.
- Stehender Ochse im Geschirr, 1909
- Marktszene, 1919
- Weihnachtsmorgen, 1922
- Ansicht von Harburg am Ries, 1943